# Clementa C. Pinckney
Clementa Carlos "Clem" Pinckney (n. 30 de julio de 1973 en Beaufort, Carolina del Sur - f. 17 de junio de 2015 en Charleston, Carolina del Sur) fue un político y pastor estadounidense de la Iglesia Afroamericana Episcopal Metodista Mother Emanuel.

## Carrera política
Desde el año 2000 fue miembro del Senado de Carolina del Sur en representación del Distrito 45 por parte del Partido Demócrata hasta su asesinato. Su carrera política empezó en 1997 como miembro de la Cámara de Representantes del Estado hasta el año 2000.

## Asesinato
Pinckney también ejercía su labor de pastor en la Iglesia de Charleston hasta el 17 de junio de 2015, fecha en la que fue asesinado junto con otras ocho personas en un atentado perpetrado por un supremacista blanco. Tras el tiroteo, el presidente Barack Obama dirigió unas palabras hacia el pastor en una vigilia en su memoria.